# کمال‌آباد بالا
کمال‌آباد بالا (فراهان)، روستایی از توابع بخش مرکزی شهرستان فراهان در استان مرکزی ایران است.

## جمعیت
این روستا در دهستان فرمهین قرار دارد و براساس سرشماری مرکز آمار ایران در سال ۱۳۸۵، جمعیت آن ۳۳ نفر (۱۳خانوار) بوده‌است.